# القريا
القريا بلدة سورية تقع في محافظة السويداء، لها تاريخها القديم والحديث المعاصر، تاريخيا تعود للعصور القديمة فترة الإمبراطورية الرومانية ومرت بها حضارات عديدة، وتاريخها المعاصر سطر بجروف من ذهب، فمن هنا انطلق المجاهد سلطان باشا الأطرش، معنى الاسم باللغة { القرى } وهو ما يقدم للضيف من واجب وكرم الضيافة هنا معروف فانت في بلدة من بلدات وقرى جبل العرب المعروف بالكرم والشجاعة والشهامة فإن الضيف هنا هو ضيف الجميع يكرم من الجميع هذه هي التقاليد والعادات الأصيلة في محافظة السويداء.

## الموقع
تبعد القريا عن مركز مدينة السويداء 19كم جنوبا، تعتبر القريّا من أشهر قرى وبلدات المحافظة إعلاميا وسياحيا لكونها احتضنت سلطان باشا الأطرش قائد الثورة السورية الكبرى وقد زارها رؤساء وساسة ومسؤولون كبار على مدار العقود الماضية وإلى يومنا هذا وما زالت تمتلك مزايا اجتماعية وثقافية متعددة.
تقع البلدة على ارتفاع حوالي 1050م عن سطح البحر مناخها معتدل، عدد سكانها 17 ألف نسمة وهي مركز يتبع لها عدد من القرى أيضا، وتعد من البلدات الكبيرة في المحافظة اتساعا في الأراضي وتعد رابع مركز بعد السويداء وشهبا وصلخد، وهي تتبع لمنطقة صلخد وتحدها من الغرب مدينة بصرى الأثرية وبها سوق تجاري كبير يمتد عبر شارع يصل طوله إلى ثلاثة كيلومترات وعدد كبير من المحلات التجارية لمختلف التخصصات والمهن يزيد عن 350 محل تجاري، إضافة إلى توفر كافة الخدمات الاجتماعية والاقتصادية والتعليمية والصحية ومراكز حكومية.
و يبلغ عدد سكان القريا حوال 16000 نسمة .

## معالم وتاريخ عريق
من أهم ما يميز بلدة القريّا المعلم الوطني السياحي والتاريخي صرح شهداء الثورة السورية الكبرى والمتحف الذي يجسّد ويعرض ما يتعلق بالثورة السورية الكبرى ورجالها، وقد تجاوزت تكلفته 100 مليون ليرة سورية، وهناك مضافة سلطان الأطرش لما لها من أهمية تاريخية فكم من لقاءات واجتماعات كانت فيها كم تحكي عن تاريخ مضى كله أمجاد وزكرياء وشموخ، بالإضافة إلى كثير من المعالم الطبيعية الجميلة في بلدة القريا وآثارها الباقية منذ عصر الأنباط والآثار الرومانية التي توجد بشكل متفرق بالبلدة أهمها المدرج(العمد) الأثري ومباني ومعالم تعود لحضارات قديمة وهناك دلائل على أن البلدة والمنطقة سُكنت منذ العصر الحجري .

## أعلام القرية
من أهم أعلام ومشاهير البلدة سلطان باشا الأطرش قائد الثورة السورية الكبرى وابنه منصور الأطرش من أعلام المحافظة ومن أهم مؤسسي حزب البعث العربي الاشتراكي السوري والموسيقار الكبير الفنان فريد الأطرش والمطربة أسمهان ووالدهم الوجيه فهد الأطرش ، والفنان سميح شقير والممثلة ضحى الدبس وتضم القريّا باقة كبيرة من الأشخاص المميزين في جميع المجالات أهمها الفن والعلم وأبرزهم عالما الفيزياء النووية مطاوع الأشهب ومجيد العبد الله، وتفتخر البلدة بأنها قدمت الكثير من الشهداء وقد كان أول علم عربي قد حيك في القريّا أيام الثورة العربية ورفعه أحد أبنائها المجاهد صالح طرابيه على دار الحكومة بدمشق بعد انهزام العثمانيين.